# Star Wars Jedi Knight II: Jedi Outcast
Star Wars Jedi Knight II: Jedi Outcast est un jeu de tir à la fois  subjectif et  objectif sorti en 2002 sur Microsoft Windows, Mac OS, Xbox, GameCube et édité par LucasArts, basé sur l'univers de Star Wars.
On y retrouve Kyle Katarn qui doit affronter des Sith. Ce jeu est un jeu de tir à la première personne, ce qui signifie que l'action se déroule en général à la première personne, mais la présence du sabre laser, typique de l'univers Star Wars fait passer le jeu en vue à la troisième personne, ce qui fait qu'il se rapproche alors d'un jeu d'aventure type Tomb Raider. Cette alternance de points de vue est appréciée par certains joueurs. Au début du jeu, le sabre laser et les pouvoirs de la Force ne sont pas utilisables, ils n'apparaissent que plus tard dans le jeu. Notons également qu'il est possible d'utiliser le sabre laser à la première personne dans Jedi Outcast, ce qui est impossible dans Jedi Academy.
À la suite de la décision prise par Disney de fermer les studios LucasArts le 3 avril 2013, les développeurs de Raven Software ont publié le code source du jeu sur SourceForge, sous licence GNU GPL v2. Peu de temps après, ce code source a été retiré car il contenait des bibliothèques propriétaires, spécifiques à la Xbox et Bink Video.

## Trame

### Contexte
Le jeu se déroule huit ans après la défaite de l'Empire lors de la bataille d'Endor. La Nouvelle République a été instaurée et poursuit les vestiges de l'Empire à travers la galaxie.
Kyle ainsi que sa compagne de toujours Jan Ors, partent pour une planète appelée Kejim. Cette piste les mènera jusqu'à Artus Prime, une planète contrôlée par la Nouvelle République. Kyle et Jan s'y rendent et découvrent que la planète est sous contrôle Impérial. Kyle découvre qu'il y a des prisonniers et décide de les libérer. Lorsqu'il revient à la surface, les prisonniers se sont fait piéger. Kyle les aide et continue son aventure lorsqu'il reçoit un message de la part de Jan.
Cependant, lorsqu'il la retrouve, elle est prisonnière d'un Jedi noir nommé Desann et de son bras droit Tavion. Kyle les affronte mais il est vaincu par Desann. Lorsque ce dernier ordonne à son apprentie de tuer Jan, Kyle devient fou de rage mais ne parvient pas à l'empêcher. Desann prend la fuite et Kyle part aussi de son côté…

### Résumé
Le mercenaire Kyle Katarn et le pilote Jan Ors sont dans leur vaisseau, le Raven's Claw en direction d'une petite planète nommée Kejim. Mon Mothma leur a confié une mission d'inspection pour voir si des impériaux y sont vraiment présents. Plutôt ennuyés par cette mission, les deux agents découvrent rapidement que la base sur laquelle ils viennent de se poser grouille de soldats de l'Empire. Après avoir nettoyé le bâtiment principal, Kyle décide d'explorer un dernier secteur, en restant en contact radio avec sa partenaire. Au fil de sa progression dans ce secteur, il rencontre de plus en plus d'éléments concernant la cryogénisation et d'étranges cristaux verts luisants. Il réussit à sortir de ce laboratoire caché tandis que la Nouvelle République intercepte un message hostile de Galak Fyyar pour un certain Desann.
De retour à Coruscant, chez Mon Mothma, les deux mercenaires apprennent que les cristaux découverts proviendraient d'une planète minière nommée Artus Prime. Ils seraient fait en cortose, une matière résistant au sabre laser ; les pires éventualités sont donc à craindre. Motivés par un salaire doublé, les deux compagnons partent enquêter sur Artus, recouverte d'une épaisse couche de nuages toxiques. Ainsi, Jan dépose Kyle dans un ravin dans lequel il va tenter de se frayer un chemin jusqu'aux mines sans se faire remarquer. Mais il découvre encore pire que ce qu'il avait vu sur Kejim : les impériaux extraient le minerai en utilisant des prisonniers de la Nouvelle République pour creuser les galeries. Kyle les libère avec l'aide de vaisseaux alliés venus en renfort dès que la nouvelle s'est propagée. Il détruit également de puissants canons à ions et retrouve Jan dans un petit canyon à proximité. Hélas, la jeune femme vient de se faire capturer par deux Jedi Noirs : Desann et une de ses disciples, Tavion. Ces deux derniers tuent la compagne de Kyle d'un coup de sabre. Fou de rage, le mercenaire tire sur Desann, mais le seigneur Sith doté de la Force le maîtrise aisément. Pourtant, invoquant la pitié, il le laisse vivant. Mais en fait il veut le pousser à bout de nerf et lui faire commettre des erreurs.
Remis de ses émotions, Kyle, décide de redevenir un Jedi pour pouvoir terrasser son nouvel ennemi arrogant. Il part donc immédiatement pour la Vallée des Jedi où il s'abreuve de la Force en compagnie du spectre de son père Morgan Katarn qui le met en garde contre ses motivations haineuses. Il veut ensuite récupérer son sabre laser gardé par Luke Skywalker à l'Académie Jedi. Mais sans que la Nouvelle République le sache, Desann envahit la Vallée des Jedi dont la position a été révélée par l'action de Kyle. Ce dernier retrouve néanmoins ses pouvoirs puis son sabre laser. Une seule contrainte : sa vraie force de Maître Jedi reviendra petit à petit en lui au fur et à mesure qu'il goûtera le maniement du sabre. Il est dirigé par Luke vers la fameuse cité verticale de Nar Shaddaa, où vit Reelo Baruk, dont des vaisseaux avaient été identifiés sur Artus Prime. La grande aventure de Kyle débute vraiment.
Sur la lune Hutt de Nar Shaddaa, Kyle ne cherche aucunement les ennuis, la cité étant bien connue comme un des plus grands repaires de crapules. Il entre d'abord dans un bar où il commande une bière corélienne et discute à propos du rodien Reelo Baruk. Mais ayant montré son sabre laser pour être écouté par le barman, il est repéré par les hommes de mains du bandit et on tente de le tuer. Heureusement, la donne a changé : c'est maintenant un Jedi et il se débarrasse sans peine de ses assassins. Ayant obtenu du barman des détails cruciaux pour son enquête, il infiltre l'usine de traitement des déchets de Reelo, qui couvre des activités illégales. Il y découvre une prison secrète où est retenu le chef de la cité de Bespin, Lando Calrissian. Kyle le délivre et tous deux tentent de fuir sous les feux de l'armée du rodien. Mais seul le vaisseau de Lando, le Lady Luke, est encore en état de fonctionner. Les deux réussissent à s'échapper sains et saufs. Ils content leurs aventures réciproques, le chef de la Cité des Nuages apprenant la mort de Jan, et Kyle apprenant qu'il existe bel et bien une relation entre Reelo et Desann. Mais la cité de Lando a été envahie par des mercenaires.
La République étant alertée des agissements de Desann, elle décide d'envoyer un groupe d'assaut sur Bespin. Lando dépose Kyle dans les niveaux inférieurs de sa cité et lui confie la mission de trouver une unité R5 contenant les codes de toutes les plateformes de la ville, dans la chambre de congélation carbonique no 17 et peut-être d'attraper le Jedi Noir. En chemin, Katarn affronte des soldats capables de manier le sabre laser ce qui lui donne un peu plus de fil à retordre que les bandits classiques.
Une fois le droïde trouvé, Kyle accède à la ville proprement dite et se fait aider par quelques résistants. Il parvient alors à une des plateformes pour transporteur de la ville et y rencontre Tavion. Elle lui révèle que Desann l'a suivi dans la Vallée des Jedi et que grâce à lui des simples soldats sont en train de se transformer en Revenants qui maîtrisent la Force et le sabre laser. Un duel s'ensuit. Mais Tavion a sous-estimé son adversaire, qui a déjà retrouvé une bonne partie de ses compétences physiques. L'ancien Jedi finit par empoigner le disciple de Desann, qui le supplie de ne pas le tuer, étant trop lâche pour mourir. Tavion révèle alors, que Jan Ors est encore en vie et est retenue prisonnière sur le vaisseau de l'amiral Galak Fyyar, le Doomgiver (car tuer l'une des deux seules personnes à connaître la position exacte de la Vallée des Jedi n'aurait pas été intéressant) : il la libère et la laisse partir. En suivant les conseils de la femme, Kyle part avec un transporteur pour une base inconnue située dans la Ceinture de Lenico où le vaisseau est amarré. Il contacte aussi Luke Skywalker.

## Voix françaises
- Thierry Buisson : Kyle Katarn
- Guy Chapellier : Desann
- Sébastien Desjours : Luke Skywalker

## Accueil
- Jeux vidéo Magazine : 12/20 (XB)[3]
- Jeuxvideo.com : 15/20 (PC)[4] - 15/20 (XB)[5] - 14/20 (GC)[6]